# Woodford (Plymouth)
Woodford – dzielnica miasta Plymouth, w Anglii, w Devon, w dystrykcie (unitary authority) Plymouth. Woodford jest wspomniana w Domesday Book (1086) jako Odeford/Odeforda.